# Cyrtostylis tenuissima
Cyrtostylis tenuissima é uma pequena espécie de orquídea terrestre pertencente à subtribo Acianthinae, única deste gênero no sudoeste da Austrália, onde cresce em áreas de baixa altitude em meio aos arbustos costeiros, em taludes protegidos do sol direto ou no solo de florestas ralas. São plantas anuais, que secam durante o período mais seco e quente e voltam a brotar durante o outono e inverno.
Esta espécie tem muito poucas raízes, substituídas por pequenos pares de tubérculos ovoides; seus caules são curtos e eretos com uma única folha basal, herbácea, plana e macia; a inflorescência é delicada com pequenas flores terminais de cores discretas, ressupinadas; os segmentos florais são livres a similares, a sépala dorsal levemente mais larga que os outros segmentos, ereta; o labelo costuma ser muito maior que os segmentos restantes, simples, plano, apiculado com dois pequenos calos glandulares mais escuros que secretam néctar; a coluna geralmente apresenta asas fundidas ao longo do corpo, é curvada e delicada, sem pé, com antera terminal persistente contendo quatro polínias desiguais de cor amarela, sem viscídio.